# Hasta que me olvides
«Hasta que me olvides» es una canción interpretada por el artista mexicano Luis Miguel, incluida en su noveno álbum de estudio Aries (1993). La canción fue escrita por el cantautor y músico dominicano Juan Luis Guerra con Luis Miguel y Kiko Cibrián a cargo de la producción. Fue lanzado como el segundo sencillo del álbum el 2 de agosto de 1993 por la compañía discográfica WEA Latina. Una balada sentimental, la canción narra al protagonista que se empeña en amar a su pareja hasta el olvido.
La balada recibió reacciones positivas de los críticos musicales, quienes la catalogaron entre las mejores canciones de Luis Miguel. "Hasta Que Me Olvides" fue nominado en la categoría de Canción Pop del Año en los Premios Lo Nuestro de 1994 y recibió el premio Broadcast Music Inc. (BMI) Premio Latino en 1995. Comercialmente, se convirtió en su novena canción número uno en la lista Billboard Hot Latin Tracks en los Estados Unidos. La canción fue versionada por el actor y cantante mexicano Diego Boneta para la banda sonora de Luis Miguel: la serie (2018).

## Trasfondo y composición

Un encuentro casual con el cantautor y músico dominicano Juan Luis Guerra (en la foto) lo llevó a componer «Hasta que me olvides" para Luis Miguel.

El 19 de noviembre de 1991 Miguel lanzó su octavo álbum de estudio Romance, una colección de boleros clásicos. El álbum, que fue producido por Armando Manzanero y arreglado por Bebu Silvetti, fue un éxito comercial en América Latina y vendió más de siete millones de copias en todo el mundo. Reavivó el interés por el género del bolero y fue el primer disco de un artista de habla hispana en obtener la certificación de oro en Brasil, Taiwán y Estados Unidos. A pesar del éxito del álbum, Miguel no quería que su siguiente disco fuera similar a Romance. Cuando se le preguntó por qué eligió no grabar más boleros, respondió: «Quería probar mi música, solo olvidándome un poco de esos boleros que todos conocen». El cantante comenzó a trabajar con los compositores para el álbum un año antes de grabarlo en un estudio en 1992; en palabras de Miguel, quería «discutir las obras, los temas y las melodías; ... La creación de un álbum tiene que ser parte de mí o de lo contrario no sería capaz de interpretarlo o cantar en él».
El 24 de agosto de 1992, El Siglo de Torreón informó que Miguel había comenzado a colaborar con David Foster y Juan Carlos Calderón en algunas composiciones, junto con compositores de habla inglesa, y seleccionando versiones para el álbum. Debido a la dificultad de encontrar un productor adecuado para el disco, decidió coproducir el álbum con su antiguo socio Kiko Cibrián. Un encuentro casual con el cantautor dominicano Juan Luis Guerra en México lo llevó a escribir «Hasta que me olvides" en una servilleta para Miguel que el artista grabó para Aries (1993). Compuesta por Guerra, se trata de una balada sentimental en la que el protagonista «insistirá hasta que su pareja lo olvide, por lo que espera una oportunidad para recuperar su amor, pero si se da cuenta de que ella ya no siente nada por él, hará que la decisión sea de marcharse».

## Promoción y recepción
«Hasta que me olvides» fue lanzado como segundo sencillo del álbum el 2 de agosto de 1993 por la compañía discográfica WEA Latina. La canción se incluyó más tarde en su álbum de grandes éxitos Grandes éxitos (2005). Una versión en vivo de la canción apareció en su álbum en vivo El concierto (1995) (que fue grabado de su Segundo romance Tour en agosto de 1994), y fue lanzado como sencillo promocional en España en el mismo año.  En la reseña del álbum, John Lannert del Sun-Sentinel elogió a Miguel por «cantar seductoramente la oda de amor empapada de emociones de Juan Luis Guerra». La autora de La Prensa de San Antonio, Diana Raquel, elogió la pista, junto con «Tu y yo», por ejercer una «poesía eterna». La canción fue incluida entre las «10 canciones de Luis Miguel que debes saber» de Emily Paulín en Sonica y las «20 mejores canciones de Luis Miguel para escuchar en YouTube Music» por un editor de El Comercio.
«Hasta que me olvides» fue nominada en la categoría de Canción Pop del Año en la 6.ª Entrega Anual de los Premios Lo Nuestro en 1994, pero finalmente perdió ante «Nunca voy a olvidarte» de Cristian Castro. Fue reconocida como una canción premiada en los premios BMI Latin Awards de 1995. Comercialmente, encabezó la lista Billboard Hot Latin Tracks en los Estados Unidos, convirtiéndose en su noveno sencillo número uno en la lista.  En 2021, el actor y cantante mexicano Diego Boneta hizo una versión de «Hasta que me olvides» en la banda sonora de la segunda temporada de Luis Miguel: la serie (2018).

## Créditos y personal
- Arreglos: Randy Kerber
- Teclados: Randy Kerber
- Batería: John Robinson
- Bajo: Neil Stubenhaus
- Guitarra rítmica: Paul Jackson, Jr.
- Guitarra acústica: Dean Parks
- Percusión: Paulinho da Costa
- Orquesta: The Hollywood String Ensemble
- Mezcla: Benny Faccone

## Listas

### Listas semanales
| Chart (1993)                    | Máxima posición |
| ------------------------------- | --------------- |
| U.S. Billboard Hot Latin Tracks | 1               |

### Listas anuales
| Lista (1993)                    | Posición |
| ------------------------------- | -------- |
| U.S. Billboard Hot Latin Tracks | 1        |

### Sucesión y posicionamiento
| Predecesor: Guadalupe de José & Durval | U.S. Billboard Hot Latin Tracks — Sencillo N°. 1 23 de octubre de 1993 - 12 de noviembre de 1993 | Sucesor: Con los años que me quedan de Gloria Estefan |